# Кавендиши
Кавендиш (англ. Cavendish) — английский род, глава которого носит титул герцога Девонширского. Его резиденцией является Чатсворт-хаус в Дербишире. Виднейшие представители рода — химик Генри Кавендиш, премьер-министр Уильям Кавендиш, писательница Маргарет Кэвендиш.
Его родоначальником был сэр Джон Кавендиш — судья в суде королевской скамьи — убит в 1381 году при восстании Уота Тайлера. Джордж Кавендиш (умер в 1561 или 1562) служил при кардинале Уолси и составил описание последних лет жизни своего начальника: «Life of Cardinal Wolsey» — сочинение, которым Шекспир пользовался для своего «Генриха VIII» и которое имеет несомненную ценность и историческую достоверность. Долгое время автором его считали младшего брата Джорджа, Вильяма Кавендиша.
Второй сын Дж. Кавендиша, Уильям Кавендиш, был первым графом Девоншир, а третий сын — Чарльз Кавендиш (умер в 1616), оставил сына, Уильяма Кавендиша, впоследствии первого герцога Ньюкаслского. Младшая линия рода прекратилась в 1691 году, и владения её перешли по женской линии к герцогам Портленд, из дома Бентинк, которые приняли фамилию Кавендиш-Бентинк.

## Кавендиши в кино
- «Герцогиня» — фильм режиссёра Сола Диба о Джорджиане Кавендиш, герцогине Девонширской